# Prozess (Technik)
Nach DIN IEC 60050-351 wird ein Prozess definiert als

„Gesamtheit von aufeinander einwirkenden Vorgängen in einem System, durch die Materie, Energie oder Information umgeformt, transportiert oder gespeichert wird“

Ein technischer Prozess ist die

„Gesamtheit der Vorgänge in einer technischen Anlage“

Man unterscheidet
- Verfahrensprozesse
- Fertigungsprozesse
- Verteilungsprozesse
- Mess- und Prüfprozesse

und
- kontinuierliche Prozesse (Beispiele: Erdölraffinierung oder Stromerzeugung)
- diskontinuierliche Prozesse (Beispiele: Medikamentenerstellung oder Kaffeerösten)

Gemäß ISO 12207 ist ein Prozess „ein Satz von in Wechselbeziehungen stehenden Mitteln und Tätigkeiten, die Eingaben in Ergebnisse umgestalten. Prozesse werden häufig auch in Teilprozesse zerlegt“.

## Prozesskomponenten
Prozesse werden oft als „Black-Box“ betrachtet, mit einem Eingang und einem Ausgang. In der Box findet die Verarbeitung statt (EVA-Prinzip). Für den Prozess werden Ziele definiert und als einzelne Parameter gemessen (als Unterschied zwischen Eingang und Ausgang). Ein Stellglied steuert und regelt je nach Zielabweichung die Verarbeitung nach definierten Regeln.
Eingang
Rohmaterialien bezogen auf den Prozess, Eingangszustände
Verarbeitung
Definierte Teilschritte die jeweils eine Vorstufe des Ausgangsergebnis bewirken.
Ausgang
Endprodukte bezogen auf den Prozess, Ausgangszustände
Ziele
Anforderungen in Bezug auf den Prozess, die nach den genannten Prozesskomponenten untergliedert sein können.
Parameter
Möglichkeiten durch die Einfluss auf den Prozess genommen werden kann.
Siehe auch: Parameter
Steuern und Regeln
Verfahren mit denen die Verarbeitung so gesteuert werden kann, dass die Stabilität der Verarbeitung bzw. das Prozessziel optimal erreicht werden kann. Siehe auch: Regeltechnik, Steuerungstechnik

## Beispiele

### Produktion
Bei der Herstellung eines Glases werden als Eingang Rohmaterialien/Zutaten benötigt.
Diese werden durch definierte Verarbeitungsschritte und durch Zuführung von Energie zum Endprodukt verarbeitet, das definierten Anforderungen unterliegen soll.
Ziele könnten sein, das Glas möglichst umweltfreundlich, qualitativ hochwertig und kostengünstig herzustellen.
Parameter könnten die Dauer der Verarbeitung, das Mischungsverhältnis der Roh/Ausgangsmaterialien sowie die Art und Menge der Energiezufuhr sein. Diese Parameter sind regel und steuerbar.

### Eingebettete Systeme
Aus der Sicht eines eingebetteten Systems kommuniziert der Technische Prozess mit Sensoren (Umgebung erkennen) und Aktoren (Umgebung verändern) mit seiner Umwelt.

## Effiziente Prozessbeschreibung
Um effizient zu einer Beschreibung eines Prozesses zu gelangen, hilft es oft den Ausgang bzw. das erwartete Ergebnis eines Prozesses möglichst exakt zu beschreiben. In der Folge werden die wichtigsten Verarbeitungsschritte/Stationen bis zum Prozesseingang definiert und in der Folge verfeinert.